# 7537 Solvay
A 7537 Solvay (ideiglenes jelöléssel 1996 HS8) a Naprendszer kisbolygóövében található aszteroida. Eric Walter Elst fedezte fel 1996. április 17-én.